# Aderus metallicus
Aderus metallicus é uma espécie de inseto besouro da família Aderidae. Foi descrita cientificamente por Maurice Pic em 1902.

## Distribuição geográfica
Habita nas ilhas Vanuatu (Novas Hébridas).